# Laguna, Novi Meksiko
Laguna (navajo: Tółání) je popisom određeno mjesto u okrugu Ciboli u američkoj saveznoj državi Novom Meksiku. Prema popisu stanovništva SAD 2010. ovdje je živilo 1241 stanovnik. 

## Povijest
Osnovana je 1699. po čemu je najmlađe od novomeksičkih puebla. Stanovnici puebla Lagune govore zapadni kereski. 
Anton Docher, "otac iz Islete" ("Padre of Isleta"), bio je svećenik u Laguni za vrijeme svog dugog boravka u Isleti.

## Kultura
Svake se godine održava festival u čast svetog Josipa.

## Zemljopis
Nalazi se na 35°2′50″N 107°24′11″W / 35.04722°N 107.40306°W (35.047195, -107.403024), Prema Uredu SAD-a za popis stanovništva, zauzima 10,9 km2 površine, sve suhozemne.
Nalazi se zapadno od Albuquerquea.
Popisom određeno mjesto Laguna obuhvaća izvorno naselje Lagunu kao i New Lagunu koja je 4 km zapadno na staroj autocesti br. 66.
Laguna na zapadu graniči s Parajom, na jugoistoku s Mesitom, a na jugu s međudržavnom cestom br. 40 kojoj se pristupa na izlazu br. 114.

## Stanovništvo
Prema podatcima popisa 2010. ovdje je bio 1241 stanovnik, 355 kućanstava od čega 281 obiteljskio, a stanovništvo po rasi bili su 97,1% Laguna Indijanci; 1,3% bijelci, 0,0% "crnci ili afroamerikanci", 0,0% Azijci, 0,0% "domorodački Havajci i ostali tihooceanski otočani", 0,2% ostalih rasa, 1,4% dviju ili više rasa. Hispanoamerikanaca i Latinoamerikanaca svih rasa bilo je 5,2%.

## Prosvjeta
Svim javnim školama upravlja ustanova Škole okruga Grants/Cibola. Ovaj kraj poslužuju osnovna škola Cubero i srednjaviša škola Laguna Acoma.

## Vanjske poveznice
- John Menaul. 1880. Child's catechism in English and Laguna. Pristupljeno 25. kolovoza 2012.